# چا جونگ وون
چا جونگ وون (کره‌ای: 차정원؛ زادهٔ چا می یونگ در ۱۸ اکتبر ۱۹۸۹) بازیگر و مدل اهل کره جنوبی است. او به خاطر ایفای نقش در چهارشنبه ۳:۳۰ بعد از ظهر (۲۰۱۷) و وکیل بی‌قانون (۲۰۱۸) شناخته می‌شود.

## فیلم‌شناسی

### مجموعه تلویزیونی
| سال  | عنوان                            | نقش          | توضیحات      | منابع |
| ---- | -------------------------------- | ------------ | ------------ | ----- |
| ۲۰۱۵ | Loss:Time:Life                   | پارک مین جی  | وب دراما     |       |
| ۲۰۱۵ | همه چیز دربارهٔ مادرم             | اون‌ها        | حضور افتخاری |       |
| ۲۰۱۵ | او زیبا بود                      | جونگ سون مین | نقش مکمل     |       |
| ۲۰۱۶ | The Master of Revenge            | چون جا       | حضور افتخاری |       |
| ۲۰۱۶ | Kidnapping Assemblyman Mr. Clean | کارآگاه پارک | نقش اصلی     |       |
| ۲۰۱۷ | چهارشنبه ۳:۳۰ بعد از ظهر         | گونگ نا یون  | نقش اصلی     |       |
| ۲۰۱۷ | وقتی تو خواب بودی                | یو سو کیونگ  | حضور افتخاری |       |
| ۲۰۱۷ | Oh! Dear Half-Basement Goddesses | پیون اون     | نقش اصلی     | [ ۲ ] |
| ۲۰۱۸ | وکیل بی‌قانون                     | کانگ یون هی  | نقش مکمل     | [ ۳ ] |
| ۲۰۱۹ | دوست‌پسر مطلق من                  | به گیو ری    | نقش مکمل     | [ ۴ ] |